# Powiat Biłgorajski

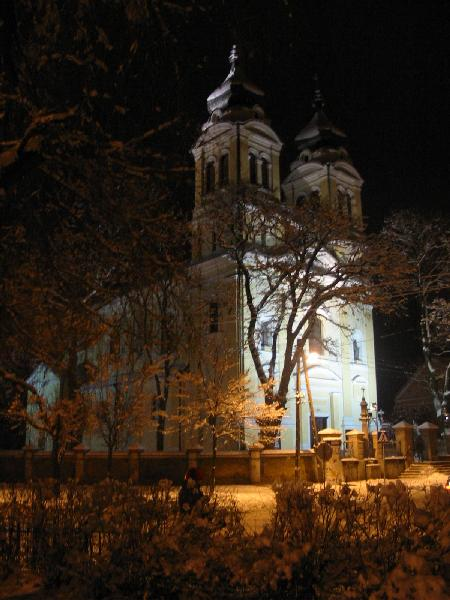
Kirche in Biłgoraj

Der Powiat Biłgorajski ist ein Powiat in der polnischen Woiwodschaft Lublin. Der Powiat hat eine Fläche von 1677,79 km², auf der 103.661 Einwohner leben (Stand 2008).

## Gemeinden
Der Powiat umfasst vierzehn Gemeinden (gmina), davon eine Stadtgemeinde, fünf Stadt-und-Land-Gemeinden und acht Landgemeinden.

### Stadtgemeinde
- Biłgoraj

### Stadt-und-Land-Gemeinden
- Frampol
- Goraj
- Józefów
- Tarnogród
- Turobin

### Landgemeinden
- Aleksandrów
- Biłgoraj
- Biszcza
- Księżpol
- Łukowa
- Obsza
- Potok Górny
- Tereszpol